# Svatopluk Binder
Svatopluk Binder (* 18. května 1978) je český biofyzik a politik, od roku 2018 zastupitel Olomouce, od roku 2024 zastupitel Olomouckého kraje a náměstek hejtmana Olomouckého kraje.

## Osobní život
Řadu let profesně působil na Ústavu lékařské biofyziky Lékařské fakulty Univerzity Palackého, poté však přešel na Ostravskou univerzitu.
Žije v Olomouci a má jednoho syna. Ve volném čase je jeho oblíbenou aktivitou cyklistika.

## Politické působení
V komunálních volbách v roce 2018 byl ze 14. místa kandidátní listiny ANO zvolen zastupitelem Olomouce. Mandát poté obhájil i v komunálních volbách v roce 2022. V letech 2018 až 2020 byl členem Výboru pro cestovní ruch, v letech 2020 až 2024 pak členem komise Rady Olomouckého kraje pro vnější vztahy. Poté se stal členem Komise pro výchovu a vzdělávání a využití volného času a Komise pro občanské záležitosti Rady města Olomouce. Dále působil po dvě funkční období jako předseda Komise městské části Nové Hodolany.
V krajských volbách v roce 2020 kandidoval ze 47. místa kandidátní listiny ANO, ale nebyl zvolen. V krajských volbách v roce 2024 již byl krajským zastupitelem zvolen, když kandidoval na 25. místě kandidátní listiny hnutí. Krátce poté se stal náměstkem hejtmana Olomouckého kraje Ladislava Oklešťka pro oblast školství a cestovního ruchu.
V červnu 2025 se dostal do zájmu médií poté, co byla zveřejněna nahrávka, na které o dva roky dříve sprostě nadával a vyhrožoval městským strážníkům, kteří ho zastavili kvůli spáchání přestupku. Binder k tomu uvedl, že se strážníkům za vzniklou situaci omluvil. Přesto jej vyzval ministr práce a sociálních věcí Marian Jurečka, aby z funkce náměstka primátora odstoupil, což Binder neučinil.